# Liste der Bodendenkmäler in Otterfing
Auf dieser Seite sind die Bodendenkmäler in der oberbayerischen Gemeinde Otterfing zusammengestellt. Diese Tabelle ist eine Teilliste der Liste der Bodendenkmäler in Bayern. Grundlage ist die Bayerische Denkmalliste, die auf Basis des Bayerischen Denkmalschutzgesetzes vom 1. Oktober 1973 erstmals erstellt wurde und seither durch das Bayerische Landesamt für Denkmalpflege geführt wird. Die folgenden Angaben ersetzen nicht die rechtsverbindliche Auskunft der Denkmalschutzbehörde.

## Bodendenkmäler der Gemeinde Otterfing

### Bodendenkmäler in der Gemarkung Otterfing
| Lage                 | Objekt | Akten-Nr.     | Bild |
| -------------------- | --- | ------------- | ---- |
| Otterfing (Standort) | Untertägige mittelalterliche und frühneuzeitliche Befunde im Bereich der Katholischen Filialkirche Hl. Kreuz in Wettlkam und ihres Vorgängerbaus. Siehe auch: Heilig Kreuz (Wettlkam) | D-1-8035-0102 |      |
| Otterfing (Standort) | Körpergräber der späten römischen Kaiserzeit. | D-1-8036-0018 |      |
| Otterfing (Standort) | Grabhügel vorgeschichtlicher Zeitstellung. | D-1-8036-0047 |      |
| Otterfing (Standort) | Brandgräber der Urnenfelderzeit. | D-1-8036-0048 |      |
| Otterfing (Standort) | Untertägige mittelalterliche und frühneuzeitliche Befunde im Bereich der Katholischen Pfarrkirche St. Georg in Otterfing und ihrer Vorgängerbauten. Siehe auch: St. Georg (Otterfing) | D-1-8036-0119 |      |
| Otterfing (Standort) | Untertägige spätmittelalterliche und frühneuzeitliche Befunde im Bereich der Katholischen Filialkirche St. Valentin (Bergham).                                                        | D-1-8036-0121 |      |